# Rubberslime
Rubberslime ist eine Band, die überwiegend aus Mitgliedern der bekannten Punkbands Slime und Rubbermaids besteht.
Zusammengefunden haben sich die fünf Hamburger im August 2003 anlässlich eines Solidaritätskonzertes für den FC St. Pauli. Gespielt wird eine Mischung aus alten Slime- und Rubbermaids-Klassikern, zunehmend aber auch neue Lieder. Im November 2005 trennte sich die Band aus persönlichen Gründen von ihrem Frontmann Dirk Jora. Den Gesang übernehmen seitdem Elf und Minne, da die Band keinen Ersatz wollte.

## Diskografie
- 2003: Viva St. Pauli (Single)
- 2004: First Attack (Album)
- 2005: Rock’n’Roll Genossen (Album)